# إرشادية
الإرشادية هي كتيب يقدَّم في العروض المسرحية، والحفلات الموسيقية، وسائر الفعاليات المشابهة، ويحتوي على معلومات عن البرنامج المقدم والمشاركين فيه.

## المحتويات
عادةً ما يكتب الإرشاديات ويحررها متخصصون دراميون، وقد لوحظ في المسارح الرسمية ومسارح خلال العشرين سنة الماضية توجه نحو جعل الإرشاديات ذات طابع أكاديمي بحثي. أما في عروض السيرك فقد أصبحت الإرشاديات غنية بالصور وغالبًا ما تُعد أمورا تذكارية فاخرة وباهظة الثمن.